# Fausto Cigliano
Fausto Cigliano (n. 15 februarie 1937, Napoli, Italia – d. 17 februarie 2022, Roma, Italia)  a fost un cântăreț și actor italian.